# Vuohisaari (ö i Kymmenedalen, Kouvola, lat 61,07, long 26,38)
Vuohisaari är en ö i Finland. Den ligger i sjön Musta-Ruhmas och i kommunen Kouvola i den ekonomiska regionen  Kouvola ekonomiska region  och landskapet Kymmenedalen, i den södra delen av landet, 130 km nordost om huvudstaden Helsingfors. Öns area är 2,6 hektar och dess största längd är 260 meter i sydväst-nordöstlig riktning.